# 李圭燮
イ・キュソプ（英語: Lee Kyu-sup、男性：1977年11月13日 - ）は、大韓民国出身のプロバスケットボール選手。ソウル三星サンダース所属。
年代別代表として1995年世界ジュニア選手権、1997年U-22世界選手権に出場。
2009年、韓国A代表に初選出され、2009年アジア選手権で初出場。スリランカ戦で28得点、1ゲーム平均5.5得点を決めるが、チームは25回で初めて準決勝を逃し7位に終わる。
2013年引退。